# الجوافة (صنعاء القديمة)

تعديل مصدري - تعديل

حارة الجوافه هي إحدى حارات مدينة صنعاء القديمة، بلغ تعداد سكانها 465 نسمة حسب تعداد اليمن لعام 2004.